# Горчива миризливка
Горчивата миризливка (Omphalotus olearius) е вид отровна базидиева гъба от семейство Marasmiaceae.

## Описание
Шапката достига до 10 cm в диаметър, цялата медночервена, керемидовочервена, оранжева или жълто-оранжева на цвят. Пънчето достига дължина 13 cm, постепенно се стеснява към основата, често е закривено, надлъжно набраздено и оцветено като шапката, но в по-светли нюанси. Месото на гъбата е еластично, жълто или бледожълто. Има приятен вкус, но е отровна. Може да се сбърка с пачия крак.
При определени условия, гъбата проявява естествено светене (биолуминесценция), което се дължи на окисляването на органичното съединение луциферин.

## Местообитание
Среща се през юни – ноември в широколистни и смесени гори. Обикновено расте на върху пънове, корени на широколистни дървета или заровена в почвата дървесина.

## Галерия
- Горчива миризливка в Южна Африка.
- Горчива миризливка, растяща на дърво.
- Биолуминесценция на горчива миризливка.